# Cordeleboea nigrata
Cordeleboea nigrata là một loài tò vò trong họ Ichneumonidae.